# Mojmir (imię)
Mojmir – starosłowiańskie (w tym staropolskie) imię męskie, złożone z członów Moj- ("mój") i -mir ("pokój, spokój, dobro"). Prawdopodobnie oznaczało "moje dobro", "mój skarb".
Mojmir imieniny obchodzi 10 stycznia i 3 września.
- Mojmir I
- Mojmir II